# Đời người và những chuyến đi
Đời người và những chuyến đi là bộ phim truyền hình chính kịch sản xuất năm 2006 của Việt Nam do Nguyễn Hữu Trọng và Trịnh Lê Phong đạo diễn với các diễn viên Bùi Bài Bình, Lan Hương, Hồng Sơn, Quốc Quân, Trần Hạnh.
Lấy đề tài chống tham nhũng và tiêu cực, bộ phim kể về nhân vật chính - do Bùi Bài Bình thủ vai - là một người thẳng thắn luôn tìm cách phanh phui các tiêu cực của đồng nghiệp, mỗi lần như vậy, ông đều bị một thế lực đẩy sang đơn vị khác công tác.

## Diễn viên
- Bùi Bài Bình[3]
- Lan Hương[3]
- Hồng Sơn [4]
- Quốc Quân
- Trần Hạnh
- Hoàng Công[1]
- Thu Hằng[5]
- Quỳnh Tứ[6]

## Sản xuất
Ban đầu, đạo diễn Nguyễn Hữu Phần là người gọi ý cho Nguyễn Hữu Trọng chọn Bùi Bài Bình vào vai giám đốc "phản diện" còn Hồng Sơn vào vai giám đốc tử tế, dù trước đấy Bùi Bài Bình thường được các đạo diễn chọn vào các vai chính diện. Tuy nhiên, Sau đó vai diễn chính diện được giao cho Bùi Bài Bình cò phản diện được giao cho Hồng Sơn. Sau Đời người và những chuyến đi, Nguyễn Hữu Phần giao một vai chính phản diện cho Bùi Bài Bình, chính là nhân vật Tòng trong bộ phim truyền hình dài tập sản xuất cùng năm, Ma làng.
Đời người và những chuyến đi được bấm máy từ ngày 20 tháng 12 năm 2005 đến tháng 4 năm 2006.

## Giải thưởng
| Năm  | Giải thưởng                          | Hạng mục     | (Người) đề cử | Kết quả        | Tham khảo |
| ---- | ------------------------------------ | ------------ | ------------- | -------------- | --------- |
| 2007 | Liên hoan Truyền hình toàn quốc 2006 | Phim dài tập | —             | Huy chương Bạc | [ 9 ]     |